# Библиотека советской фантастики
«Библиоте́ка сове́тской фанта́стики» (аббревиатура «БСФ») — книжная серия редакции фантастической литературы издательства «Молодая гвардия», выпускавшаяся в 1967—1992 годах. Всего, включая переиздания, в серии вышло 127 книг; печатались маститые фантасты, такие как И. Ефремов, А. и Б. Стругацкие, а также начинающие авторы, впоследствии определявшие рынок постсоветской фантастической литературы: А. Бушков, Ю. Никитин (дебютировал в серии), В. Головачёв.
«Библиотека советской фантастики» была основана главой редакции фантастики издательства «Молодая гвардия» Сергеем Жемайтисом и редактором Беллой Клюевой, до 1971 года вышло семнадцать книг. В этот период отдавалось предпочтение авторам философской фантастики, а также разнообразным жанровым экспериментам: в серии печатались писатели-нефантасты (Михаил Анчаров, Аркадий Львов), космонавты (Юрий Глазков и Евгений Хрунов), а также учёные (экономист Андрей Аникин, физик Дмитрий Де-Спиллер). Приход к руководству в отделе фантастики Юрия Медведева в 1973 году совпал с острым кризисом в издании фантастической литературы в СССР, когда число изданий было минимальным. Наметился также отказ от сотрудничества с кругом писателей предыдущего десятилетия, включая Стругацких, О. Ларионову, К. Булычёва, переход на мировоззренческие позиции «нью-эйдж», адаптированные к советскому обществу периода «застоя». С 1978 года вплоть до закрытия серии её главным редактором был Владимир Щербаков, резко увеличивший число издаваемых книг, круг писателей и тиражи. Однако, по мнению критиков и идеологических противников, издержкой стало падение художественного и интеллектуального уровня серии. Впрочем, при Щербакове были опубликованы книга поэта-неформала Вячеслава Назарова, роман Сергея Павлова «Лунная радуга» и экспериментальная книга Георгия Шаха. После распада СССР и советских издательских структур серия прекратила своё существование.
В выступлениях литературных критиков, принадлежавших к разным идеологическим и писательским направлениям, почти единогласно подчёркивалось, что серия выражала тенденции развития советской фантастики своего времени, представляла авторов, проживавших не только в столичных городах, но и на периферии СССР.

## История
У истоков издания серии стояли глава редакции фантастики «Молодой гвардии» Сергей Жемайтис и редактор Бела Клюева. Успех ежегодников «Фантастика» и 25-томной «Библиотеки современной фантастики» побудил создать серию советской фантастики, в которой могли бы печататься авторские сборники или целые романы. Первый выпуск 1967 года, посвящённый рассказам Ивана Ефремова, был переиздан в следующем году 100-тысячным тиражом. В следующем году последовало издание сборника из двух повестей Стругацких «Стажёры» и «Второе нашествие марсиан». Серия стала площадкой для литературных дебютов: писатель и критик Дмитрий Биленкин в 1967 году выпустил в «Библиотеке…» свою первую книгу, и до середины 1980-х годов в рамках серии вышло ещё четыре книги. Также в серии дебютировал Виктор Колупаев, далее выпустивший в её рамках ещё три книги. Юрий Никитин, первая книга которого вышла в 1973 году, в аннотации был назван «молодым рабочим из Харькова». Некоторые книги, вышедшие в серии, оказались единственными для их авторов: сборник рассказов Бориса Зубкова и Евгения Муслина «Самозванец Стамп» и сборник Владимира Григорьева (переизданный с добавлением четырёх рассказов). Также в «БСФ» дебютировали Роман Подольный, Евгений Гуляковский, Михаил Пухов, Сергей Павлов, Виталий Пищенко, Андрей Дмитрук. В 1968 году в «БСФ» вышла единственная фантастическая книга Михаила Анчарова «Сода-Солнце», а годом ранее — сборник эссеиста и диссидента Аркадия Львова «Бульвар Целакантус». Сборник оказался единственной фантастической книгой Львова, вышедшей в центральном издательстве; далее он эмигрировал из СССР. В серии печатались космонавты Юрий Глазков и Евгений Хрунов, а также экономист Андрей Аникин. К 1971 году вышло 17 книг суммарным тиражом 1 490 000 экземпляров.
В 1970-е годы, особенно в период, когда редакцию фантастики возглавлял Юрий Медведев (1973—1978), резко сократились объёмы изданий. Кризисы случались и ранее: так, в 1969 году не было выпущено ни одной книги (поэтому в одной из библиографий издание «Второго нашествия марсиан» было перенесено с 1968 года на следующий). В 1975-м вышел всего один сборник серии. В условиях всесоюзной монополии на фантастику Ю. Медведев пошёл на конфликт с ведущими авторами предшествующего поколения (в том числе Биленкиным и Стругацкими). По воспоминаниям К. Булычёва, Юрий Михайлович отказался печатать повесть «Похищение чародея» на том основании, что Уэллс уже написал «Машину времени», поэтому «Молодая гвардия» более книг о путешествиях во времени печатать не будет. В 1976 году во всех издательствах СССР вышло 18 научно-фантастических книг, из которых одна была переизданием Александра Беляева и две — Алексея Толстого; три книги вышли в «БСФ». Такая ситуация сохранялась почти до конца десятилетия. Возглавивший редакцию в 1978 году Владимир Щербаков начал наращивать число изданий и тиражи.
Эталонным произведением поздней «молодогвардейской» фантастики стал роман Сергея Павлова «Лунная радуга», достоинства которого признавали даже противники «школы Ефремова». В этом романе гармонично соединялась идеология внеземной экспансии и нью-эйджевское обетование изменения человеческой природы. «Лабораторией для модификации людей как биологического вида, который обретёт экстрасенсорные способности, должна была послужить сама Вселенная». А. Первушин утверждал, что редакторская политика В. Щербакова имела большой потенциал. Однако он всецело следовал линии, заложенной Ю. Медведевым, и в результате сам обратился к «русскому космизму», понятие о котором широко распространилось как раз ко времени публикации «Лунной радуги». Ю. Медведев в повести «Чаша терпения» (1983) пропагандировал мистические идеи позднего Циолковского. Тем не менее Щербаков вывел к массовому читателю поэта-неформала Вячеслава Назарова, а также опубликовал экспериментальные книги: роман Георгия Шаха «Нет повести печальнее на свете» (1984), сборники «Знаки Зодиака» (1983) О. Ларионовой и «Седьмая модель» (1985) В. Колупаева. Именно в щербаковской редакции печатались Александр Бушков, Василий Головачёв и Юрий Никитин, которые позднее, в 1990-е годы, достигли популярности и коммерческого успеха.
К моменту прекращения выпуска серии (1992 год) вышло, включая переиздания, 127 книг суммарным тиражом около 10 миллионов экземпляров.

## Контекст создания и публикации
Политолог Ю. С. Черняховская рассматривала серию «БСФ» в контексте научно-технического романтизма, который как мировоззрение был присущ и активно проводился в произведениях крупнейших советских писателей-фантастов, включая И. А. Ефремова, А. и Б. Стругацких, А. Казанцева. В середине 1960-х годов, когда редакция фантастики «Молодой гвардии» запустила несколько крупных книжных серий, представители так называемой философской фантастики (включая Стругацких, Ариадну Громову и других) начали последовательное сближение мейнстримной и фантастической литературы. В ряде критических публикаций, организованных в прессе дискуссий активно доказывался тезис, что фантастика есть полноправное явление литературной жизни, а не беллетризация научных открытий для школьников и не механизм прогнозирования научно-технических и социальных перемен. Группа Стругацких — Громовой добилась увеличения числа выпускаемых изданий, проводила чёткое размежевание философской и научно-технической фантастики и не пускала авторов предыдущего поколения в свои ряды. Борьба поколений завершилась постановлением ЦК ВЛКСМ 1966 года и общим курсом советского литературного руководства на сворачивание философской фантастики. «Библиотека советской фантастики» стала выпускать тексты авторов самых разных поколений.
Научно-технический романтизм был вписан в актуальную политику советского государства, обеспечивая в том числе решение задачи осуществления культурной суверенности страны и интеграции достижений мировой и национальной культуры, служа как минимум фоном прорывного технологического развития Советского Союза. Послевоенная советская фантастика развивалась под воздействием морально-психологического превосходства над разгромленной Германией и тесно соотносилась с тремя глобальными проектами, начатыми в СССР: преобразования природы, освоения атомной энергии и космического проекта. Ценности общества познания и созидания явно доминировали над ценностями потребления. В середины 1960-х годов курс руководства страны пришёл в противоречие с декларируемыми целями, а ценности познания и созидания начали замещаться ценностями потребления.
О направлении развития советской фантастики свидетельствует опрос, проведённый в 1967 году клубом любителей фантастики Московского университета. Опрос затрагивал представителей трёх социовозрастных категорий: литераторов, критиков и читателей в возрасте 15—32 лет. В результате опроса выяснилось, что менее всего читатели и писатели ищут в фантастике возможности осмысления проблем научно-технического прогресса, но при этом для группы «студенты» «увлекательная» составляющая фантастики, вопреки устоявшемуся мнению, в большинстве случаев не являлась значимой: 70 % опрошенных предпочитали нетривиальные идеи литературному качеству. То есть эту группу читателей интересовала «гуманитарная» философская и социальная составляющая фантастики. В сопоставлении с ответами группы «литераторов» очевиден резкий разрыв по параметрам научности фантастики и её сюжетной увлекательности: читатели не отказывались от привычных составляющих остросюжетной приключенческой литературы, тогда как среди опрошенных литераторов это имело значение лишь для 16 % респондентов. «Видна в целом направленность интересов фантастов: для них задача стоит прежде всего в том, чтобы поделиться философскими идеями и прочитать о них у других авторов». Критики, напротив, на первое место ставили острый сюжет и преувеличивали роль фантастики как развлекательной литературы. 35 % опрошенных школьников назвали главным недостатком современной им фантастики нехватку увлекательности. Почти четверть опрошенных 15-летних читателей назвали достоинством фантастики социальную сатиру, и, по словам Ю. Черняховской, это было показателем распространённого именно в данном поколении тяготения к «эзопову языку». Запрос на приключения оказывался неожиданно низким: «Эта категория, с одной стороны, ещё преемствует идеям научно-технического романтизма, с другой стороны, именно она служит средой зарождения интереса к сатире, злободневности, а более младшая аудитория просто „перенимает моду“». Очевидно и разочарование в результатах советского проекта предыдущих десятилетий, нарастала усталость от разницы между окружающей действительностью и образами светлого будущего, тиражируемого в утопических текстах, читающая публика стремилась, чтобы писатели переориентировались на повседневность. В 1970-е годы даже Стругацкие решительно обратились к проблемам современности, то есть актуальным читательским запросам.
По мнению Ю. Черняховской, поворотным для научно-технического романтизма и на Западе, и в СССР стал фильм С. Кубрика «Космическая одиссея 2001 года» и написанный по мотивам сценария роман А. Кларка. Здесь декларируется принципиальная непознаваемость Вселенной: главный герой, достигнув цели — встретив внеземную цивилизацию, способен наладить с ней контакт не лучше, чем питекантропы в начальной части фильма и романа. Русский перевод «Одиссеи…» вышел в 1970 году без «мистической» концовки (глав 45—47) и с послесловием И. Ефремова. Параллельно русский читатель получил первые переводы произведений Толкина и К. Саймака, переключающие внимание аудитории на познание несуществующих миров. Фантастика восьмидесятых годов характеризуется Черняховской как «наполненная не верой в грядущее, а тоской по так и не покорённым звездам». Прекращение издания «Библиотеки советской фантастики» в 1992 году знаменовало завершение советского научно-романтического проекта как такового.

## Художественное оформление
Единое серийное оформление (том малого квадратного формата с цветными иллюстрациями на обложках белого цвета в чёрной рамке) сложилось только в середине 1970-х годов; книги выпускались и в мягких, и в твёрдых переплётах. Стандартным форматом был 70×108/32, то есть 130×165 мм. Последний раз оформление менялось в 1990 году: появился «шахматный» узор у корешка. Последняя книга серии «Будь проклята, Атлантида!» вышла в 1992 году в ином формате и художественном оформлении. Также вышли четыре книги (И. Подколзина «Когда засмеётся сфинкс» (1983) и «Год чёрной собаки» (1987), В. Фалеева «Третий глаз» (1987) и Л. Захаровой и В. Сиренко «Планета звезды Эпсилон» (1989)), полностью повторяющие серийное оформление, но при этом не имеющие на обложке и в выходных данных названия «БСФ». Сборник Стругацких «Неназначенные встречи» 1980 года вышел в ином оформлении, однако с проставленным названием серии в выходных данных.
Книгу Севера Гансовского «Идёт человек» (1971) иллюстрировал сам автор в узнаваемой «точечной» манере, выработанной им в результате того, что после фронтового ранения не мог проводить линии на бумаге. Сборники Кира Булычёва «Чудеса в Гусляре», «Люди как люди», «Перевал» оформляла жена писателя Кира Сошинская, в честь которой он и взял свой псевдоним.

## Критическое восприятие

### Семидесятые годы: философская фантастика и воспитание молодого поколения
Критик-библиограф А. Осипов в 1971 году заявил, что большим достоинством «Библиотеки» является выпуск в её рамках как книг маститых фантастов (в качестве таковых аттестовались И. Ефремов, С. Гансовский, Е. Войскунский и И. Лукодьянов), так и предоставление возможности реализоваться молодым писателям. Похвалы удостоилась политика привлечения молодых писателей не только из столичных городов, но и периферии СССР: Томска, Иркутска, Красноярска, Ставропольского края. «Ценной особенностью» формата серии являлось то, что каждая книга снабжалась преди- или послесловием, в которых внимание читателя направлялось на основные идеи произведения, характеризовалось творчество автора. «Иногда такое предисловие просто необходимо для правильной оценки некоторых противоречивых идей произведения». Отдельного упоминания удостоилась и концепция художественного оформления серии. В виде основного недостатка обозначалась периодическая невозможность включения «произведений зрелых и оригинальных» в сборники «некоторых авторов»; впрочем, конкретно было названо имя одного только Романа Подольного с книгой «Четверть гения». Тем не менее констатировалось, что за пять лет существования серия «обрела лицо» и профиль её — фантастика — является востребованным читателями.
В обзоре А. Осипова, опубликованном в 1984 году, «БСФ» обозначалась как «самая молодая» из издаваемых в СССР серий фантастики, но при этом «зарекомендовавшая себя у огромной армии читателей». К моменту написания обзора серия существовала 16 лет и в ней увидело свет более полусотни томов. Александр Осипов отмечал формат томиков «БСФ», содержащих «совокупность элементов оформления и издательской культуры»: многие из выпущенных в серии книг оснащались предисловиями и послесловиями, портретами авторов, оригинальными иллюстрациями. Серия отражала живой литературный процесс в советской научной фантастике: по мнению критика, не существовало сколько-нибудь известного писателя-фантаста в СССР, чьи произведения не были бы представлены в «БСФ». В число классиков, которые «внесли заметный вклад в развитие советской фантастики последней четверти века» включены И. Варшавский, А. Днепров, И. Ефремов. Произведения, опубликованные в серии, «несут богатую пищу для размышлений и споров», активно формируя мировоззрение молодого поколения советских читателей. Представленные авторы «так или иначе определяют генеральные направления современных литературных исканий», касаясь вопросов глобального значения. А. Осипов высоко ценил философскую фантастику, утверждая, что от «чуткости», способности писателя увидеть в реальности главное, а не второстепенное, «воплотить в образной системе актуальную мысль» зависит и возможность демонстрации генетической связи данной книги со временем. Одной из самых удачных публикаций в серии названы две части «Лунной радуги» С. Павлова (том первый вышел в 1978 году, второй — в 1983).
Александр Осипов отмечал, что художественная сторона для научно-фантастических текстов во многих случаях является «больным местом». В фантастике не так много авторов с самобытным литературным стилем, поэтому заслугой редакторов серии «Библиотека советской фантастики» является отбор текстов, удачных в литературном отношении. К фантастике нередко обращаются писатели, зарекомендовавшие себя в нефантастической литературе, что способствует повышению качества фантастики, обогащаемой опытом «большой литературы». Обращение писателей-нефантастов к жанру в большинстве случаев диктуется потребностями писателя и его художественного мировоззрения. В качестве примера приводится «Печорный день» Д. Шашурина (1979). Подытоживая, критик заявлял, что серия «БСФ» многосторонне отражает поиски и достижения советских фантастов, активно способствует воспитанию молодых читателей, помогая им «увидеть ростки грядущего…, прививает любовь к своему народу, к родной земле, воспитывает человечность».

### Восьмидесятые годы: производственный жанр и возврат к «бесконфликтности»
В. Пищенко (под псевдонимом «Геннадий Алексеев») выпустил сводный обзор тридцати пяти романов и авторских сборников, вышедших в «Библиотеке советской фантастики» в 1983—1987 годах. Обобщая, критик заявил, что серия «имеет своё лицо», её составители в указанный период ориентировались на научную фантастику и традицию, заложенную К. Э. Циолковским и И. А. Ефремовым, без ущерба для связи фантастического допущения с основополагающими научными законами. Составители серии отказывались печатать фэнтези, заявляя, что «попытка соединить воедино принципиально разные направления фантастического жанра приводит к обезличке, появлению сборников произведений, не объединённых основной мыслью». Печатаемые авторы стремились демонстрировать внутренний мир героев, решать нравственные проблемы, рассматривать пути формирования человеческого будущего на фоне гуманности и оптимистического изображения реальности, что признаётся ефремовской традицией. Составители стремились представить прозу всех писателей-фантастов СССР, в серии представлены, кроме Москвы и Ленинграда, Сибирь, Украина, Азербайджан и Средняя Азия. Признан высоким и средний литературный уровень серии: даже Стругацкие, при гиперкритическом настрое, высоко оценили «Лунную радугу» С. Павлова, которая, по их словам, «вспыхнула». Сам В. Пищенко сравнивал коллизию романа с таковой в повестях Стругацких «Жук в муравейнике» и «Волны гасят ветер», и не в пользу братьев-писателей. В целом В. Пищенко склонен ниже оценивать достоинства произведений писателей предыдущего поколения, за исключением К. Булычёва. Устаревшей признана повесть С. Жемайтиса «Плавающий остров», которая «отчуждённо» смотрится в серии. По мнению критика, Ольге Ларионовой в сборнике «Знаки зодиака» «изменило чувство меры в целом», а сборник Д. Биленкина «Лицо в толпе» назван «явной неудачей». Сборник «Алгоритм успеха», выпущенный к 50-летию В. Савченко, также назван неудачным, в нём недостаёт «глубины, вечностности», поскольку переиздание рассказов и повести 1950—1960-х годов не украсило ни сборник, ни серию в целом.
Ю. Медведев в своём сборнике «Колесница времени» предстал, по определению В. Пищенко, как «мастер сложных сюжетных построений» и истинный ученик И. Ефремова. «Нельзя не отметить прекрасный язык, которым написана книга, — читая её, словно припадаешь к чистому источнику певучей и поэтичной русской речи. Не может оставить равнодушным богатство художественных образов, глубина выстраданных автором мыслей. Все эти факторы отводят сборнику „Колесница времени“ особое место в фантастике последних лет». Высоко оценивал сборник Ю. Медведева и А. Осипов, полагая, что три слагающие его повести свидетельствуют о связи научной фантастики с современной действительностью, «учат людей подлинному Гуманизму и подлинной Мудрости». Книги Е. Гуляковского охарактеризованы как «одни из лучших произведений отечественной фантастики восьмидесятых годов» ввиду занимательности сюжета, оригинальности научно-фантастических идей, рассмотрения серьёзных морально-этических проблем. «Лиризм, проникновение в характер героя свойственны и лучшим рассказам сборника» Ю. Никитина. В то же время недоумение критика вызвал рассказ «Ахилл», в котором легендарный герой Гомера был вождём тавроскифов, да и сам Гомер — не Гомер, а Боян. По «аккуратности» обращения с историей противопоставляется ему «Чаша бурь» В. Щербакова с напряжённым, почти детективным сюжетом: писатель «буквально втягивает внимательного читателя в художественную ткань произведения, делает соучастником и сомыслителем героев», одновременно обосновывая собственную гипотезу происхождения исторических корней русского народа. Роман признаётся бесспорной творческой удачей.
Повесть З. Юрьева «Чёрный Яша» из сборника «Часы без пружины» (1984) В. Пищенко сводил к освещению проблем создания искусственного интеллекта, помещённых в этическую плоскость: «Машина — слуга, это привычно, а машина — равноправный партнер?» Однако, по мнению критика, иронический стиль вёл к упрощению поставленной задачи. Эмигрантский критик М. Геллер в своей книге 1985 года прямо заявлял, что вся повесть «состоит из давно известных ситуаций и коллизий». Проблемой З. Юрьева является то, что заимствования не служат для самостоятельных построений, поиска новых литературных ситуаций или обновления стиля. Все вопросы разрешаются «загодя заготовленными ответами»: главная героиня, пообщавшись с искусственным интеллектом (Яшей из «чёрного ящика»), «отказывается от „полового чувства“ во имя безостановочного технического прогресса». Структура повести сводится к типичной коллизии производственного романа: характеры героев и связи между ними проявляются в зависимости от их отношения к работе. Если в журнальной версии повести 1976 года главный герой понимает, что Яша, осознавший трудности человеческих отношений, покончил с собой (выкатившись из окна), то в сборнике «Часы без пружины» драма заменяется предстоящей «несомненно победной борьбой» с отдельными бюрократами от науки. Обобщая, М. Геллер заявлял, что это яркая иллюстрация не просто возврата интеллектуальной советской фантастики к производственной схеме, это ещё и возврат к «железному канону бесконфликтности». «И вся повесть типична для сегодняшней НФ: голая научно-фантастическая идея, много стереотипов, соцреалистический каркас — военный, антикапиталистически-памфлетный, производственный, — и отсутствие вопросов».
В. Пищенко отмечал, что «Библиотека советской фантастики» отражала средний уровень развития научной фантастики в СССР «со всеми её достижениями и проблемами». Последнее выражается и в том, что при высоком литературном уровне (лёгкости стиля, «произведения по отдельности читаются достаточно интересно») в комплексе тексты вызывают ощущение вторичности и монотонности. Особенно это касается «бесчисленных рассказов об открытии новых форм органической, кристаллической и прочих видов жизни».

### «БСФ», Стругацкие и Всеволод Ревич
В 1968 году в серии «БСФ» вышло экспериментальное издание повестей Стругацких «Стажёры» и «Второе нашествие марсиан» в переплёте-«перевёртыше» — впрочем, не слишком оценённое рядовыми читателями: книгу сочли бракованной. Сборник Стругацких «Неназначенные встречи» был опубликован только через семь лет после подписания в печать (1973—1980), причём авторы получили более полутысячи требований поправок, расположенных по разделам: «Замечания, связанные с аморальным поведением героев», «Замечания, связанные с физическим насилием», «Замечания по вульгаризмам и жаргонным выражениям».
В интервью, данном редакции журнала «Уральский следопыт» и опубликованном в 1987 году, братья Стругацкие утверждали, что выпускаемые с 1970-х годов фантастической редакцией «Молодой гвардии» произведения в большинстве своём были «весьма слабыми». Литературный уровень произведений обозначался как «дилетантство, даже просто школьничество». Стругацкие заявили, что глава редакции фантастики издательства «Молодая гвардия» В. Щербаков не только несколько раз «издал самого себя», но и допускал к печати лишь произведения, «которые никак не могут претендовать на соперничество с его романом „Семь стихий“». Параллельно Стругацкие крайне негативно оценивали деятельность А. Осипова, который к тому времени получил в советской прессе едва ли не монопольное право на рецензирование фантастики. Подобным резким обобщениям возражал писатель и редактор Виталий Пищенко, особенно попрёкам в дилетантизме: «Кому адресованы эти упрёки? Думается, что в запале дискуссии известные фантасты несколько утратили чувство объективности».
Критик Всеволод Ревич ввёл для продукции писателей «Молодой гвардии» 1970—1980-х годов обозначение «нуль-литература», характерной чертой которой являлась сугубо ремесленная беспомощность, граничащая с графоманией. Несколько критиков среди наиболее одиозных писателей, издававшихся в «БСФ», называли математика Дмитрия Де-Спиллера. В. Ревич обратил внимание, что в предисловии к сборнику рассказов Де-Спиллера «Поющие скалы» фактически совершается акт разоблачения: прямо сказано, что сюжеты рассказов монотонны, а персонажи полностью лишены индивидуальности, деперсонифицированы, напоминая своей рациональностью роботов. Здесь же утверждается, что «владение литературным мастерством — дело второстепенное, для фантаста „парадоксальность“ поважнее» («хотя на поверку оказывается, что их тоже нет, да и быть не может»).
Исследователи-фантастоведы подчёркивают, что после прихода к руководству В. Щербакова стало печататься больше писателей-«однодневок», снизился и литературный уровень серии. По словам популяризатора науки и писателя А. Первушина, Щербаков взял курс на замену идеологической базы советской фантастики, основывая её на «Нью-эйдж», адаптированной к «застойному» обществу: «Советская версия, предложенная Щербаковым, представляла собой более примитивную смесь из криптоисторических, палеофантастических и оккультных теорий».